# Les Éblouis
Pour plus de détails, voir Fiche technique et Distribution.
Les Éblouis est un film français, réalisé par Sarah Suco, sorti en 2019.

## Synopsis
Camille, une Angoumoisine de 12 ans, passionnée par les arts du cirque, voit ses parents s'engager dans une communauté charismatique, appelée communauté de la Colombe, dont les valeurs sont fondées sur le partage et la foi.
Cet engagement soudain perturbe Camille qui voit ses habitudes de vie changer radicalement et est contrainte de renoncer au cirque. Elle constate également que la communauté dans laquelle ses parents s'investissent se comporte de plus en plus comme une secte. Camille, ainsi que son frère Matthieu, ne semblent pas accepter les règles de la communauté qu'ont choisie leurs parents, au sujet des tenues vestimentaires par exemple. L'aînée ne comprend pas les séances d'exorcisme communautaires subies par sa mère et bientôt par elle-même. Camille se rend compte progressivement de la gravité de la situation, et cherche alors à sauver sa famille, mais surtout à préserver ses deux frères et sa sœur de l’isolement créé par la communauté. Enfin, elle découvre les abus sexuels sur son plus jeune frère, Benjamin. Cette réalité est niée par sa propre mère qui est sous l'emprise délétère de la communauté et de son gourou (appelé « le Berger »). Camille décide de faire le mur et de tout confier à la police, qui intervient aussitôt et met les enfants à l'abri.

## Fiche technique
Source : le dossier de presse
- Titre : Les Éblouis
- Titre international : The Dazzled[2]
- Réalisation : Sarah Suco
- Scénario : Sarah Suco et Nicolas Silhol
- Musique : Laurent Perez del Mar
- Photographie et cadre : Yves Angelo
- Montage : Catherine Schwartz, assistée de Ronan Tronchot
- Son : Cyril Moisson
- Montage son : Guillaume d'Ham
- Mixage son : Hervé Buirette
- Casting : Elsa Pharaon et David Bertrand
- Décors : Manu de Chauvigny
- Costumes : Nathalie Raoul
- Production : Dominique Besnehard, Michel Feller et Antoine Le Carpentier
- Dates de tournage : du 6 août au 10 octobre 2018
- Sociétés de production : Mon Voisin Productions et Épithète Films, co-produit par France 3 Cinéma, avec la participation de Canal+ et d'OCS, en association avec les SOFICA LBPI 12 et Cofimage 13
- Sociétés de distribution : Pyramide Distribution (France), K-Films Amérique (Québec), Agora Films Suisse (Suisse)
- Budget : 3,5 millions d'euros
- Pays de production :  France
- Langue originale : français
- Format : couleur - 2,35:1
- Genre : drame
- Durée : 99 minutes[3]
- Dates de sortie :
  - France : 24 août 2019 (FFA 2019)[3] - 20 novembre 2019 (sortie nationale)
  - Suisse : 13 septembre 2019 (Festival du film français d'Helvétie)[4]
  - États-Unis : 25 septembre 2019 (COLCOA)[5]
  - Italie : 18 octobre 2019 (Festival Alice nella città (it) de Rome)[6]
  - Québec : 13 décembre 2019 (sortie en salle)

## Distribution
Source : le dossier de presse
- Camille Cottin : Christine Lourmel
- Jean-Pierre Darroussin : le « Berger »
- Éric Caravaca : Frédéric Lourmel
- Céleste Brunnquell : Camille Lourmel
- Laurence Roy : Mamie (la mère de Christine)
- Daniel Martin : Papi (le père de Christine)
- Spencer Bogaert : Boris De Léo
- Benjamin Gauthier : Jean-Marie
- Agathe Dronne : la policière
- Suzanne de Baecque : Marie-Læticia
- Armand Rayaume : Matthieu Lourmel
- Jules Dhios Francisco : Benjamin Lourmel
- Eva Ristorcelli : Éva Lourmel à 3 ans
- Victoria Mege Bond : Éva Lourmel bébé
- Sophie Mege Bond : Éva Lourmel bébé
- Jacky Tavernier : Marie-Ève
- Odile Ernoult : la mère de famille membre de la communauté
- Tristan Le Goff : le père de famille membre de la communauté
- Lupita Kermin : Célestine

## Accueil

### Critiques
Le film reçoit globalement de bonnes critiques par la presse et obtient une moyenne de 3,9/5 sur Allociné. 
Le Figaro en donne également une appréciation positive : « ce premier film frappe par sa force tranquille et son absence de manichéisme ».
Pour La Croix, le film est intéressant et la qualité de l'interprétation mérite d'être relevée : « Un film sensible et juste qui convainc par la qualité de ses interprètes, de Camille Cottin, surprenante dans ce rôle de mère à la dérive à Éric Caravaca en père aimant et naïf, en passant par Jean-Pierre Darroussin dans le rôle faussement bienveillant du Berger ».

### Box-office
| Pays ou région | Box-office      | Date d'arrêt du box-office | Nombre de semaines |
| -------------- | --------------- | -------------------------- | ------------------ |
| France         | 229 038 entrées | 10 mars 2020               | 16                 |
| Total mondial  | 1 426 273 $     | -                          | -                  |

## Production
Le tournage, débuté à Angoulême (rues, scènes d'appartement, collège, ancienne église Saint-Martin) en août 2018, se poursuit jusqu'en octobre à Charras (prieuré), Segonzac (extérieurs de la mairie) et Châtellerault (école de cirque),.
Le scénario s'inspire de l'expérience de Sarah Suco, qui a vécu de 8 ans à 18 ans dans une communauté charismatique aux dérives sectaires. Une projection en avant-première, suivie d'un débat à l'initiative du diocèse d'Angoulême, a lieu le 14 octobre 2019 à Garat en présence d'Hervé Gosselin et d'Anne Lannegrace, membre de la cellule des dérives sectaires à la Conférence des évêques de France. La Communauté des Béatitudes dément avoir inspiré le film.
Selon le trombinoscope des évêques 2022-2023 édité par Golias, le personnage du gourou-berger serait inspiré par le père Claude Jean-Marie Fould, ex-membre de la Communauté de la Croix Glorieuse.

## Distinctions

### Récompenses
- Prix « Cinéma 2019 » de la Fondation Barrière[19],[20]
- Festival du film français d'Helvétie 2019 : Prix Célestine[21]
- Festival Alice nella città (it) de Rome 2019 : prix du meilleur film[22]
- Festival du film de Sarlat 2019 : Salamandre d'or et prix d'interprétation féminine pour Céleste Brunnquell[23]

### Nominations
- César 2020 : meilleur espoir féminin pour Céleste Brunnquell[24]
- Lumières 2020 : révélation féminine pour Céleste Brunnquell

### Liens connexes
- Renouveau charismatique
- Secte

### Revue de presse
- Alex Masson, « Les Éblouis », V.O. Version Originale, no 84, Paris, novembre 2019, p. 8
- Olivier De Bruyn, « Les Éblouis », Positif, no 706, Institut Lumière/Actes Sud, Paris, décembre 2019, p. 50  (ISSN 0048-4911)